# Chiesa della Santissima Trinità (Ortona)
La chiesa della Santissima Trinità è un edificio religioso che si trova ad Ortona, in provincia di Chieti.

## Storia
La chiesa fu costruita all'inizio del XVII secolo dai frati minori francescani, che realizzarono qui un monastero. La data di costruzione è testimoniata anche dalla data 1626 incisa sul portale.
L'ex convento dei Cappuccini si svolge sul fianco sinistro della chiesa, oggi inglobato all’interno del cimitero comunale.

## Architettura

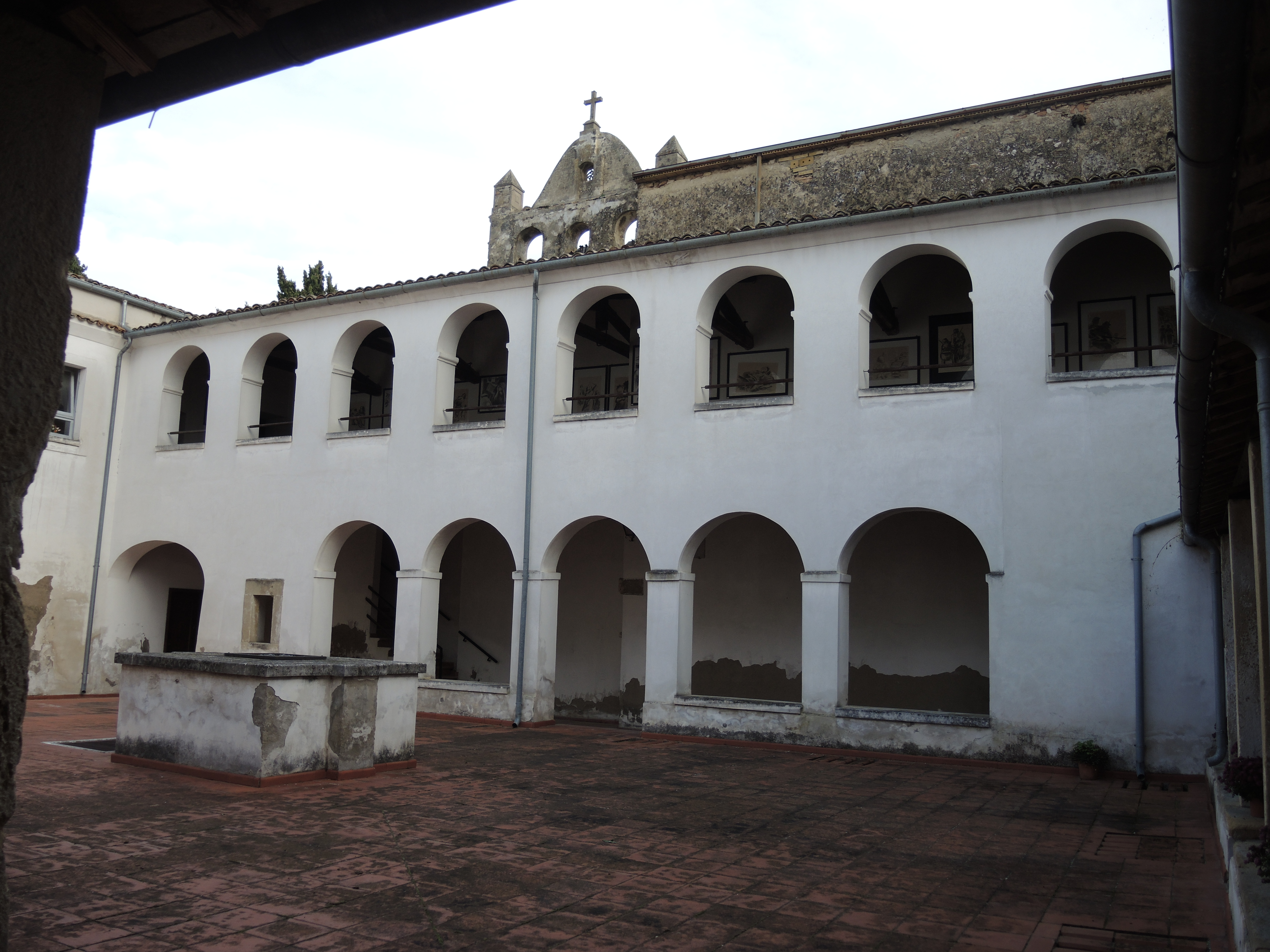
Chiostro

La facciata della chiesa è preceduta da portico con quattro arcate. Il campanile a vela è in posizione arretrata sul fianco destro della chiesa.
Il portico interno del convento è costituito da un chiostro con due file di arcate a tutto sesto e con un pozzo centrale.

## Interno
L'interno della chiesa è a navata unica in stile barocco, con tre cappelle che si aprono sul lato sinistro.
L'altare maggiore con tabernacolo intarsiato è stato realizzato dai fratelli cappuccini Maragoni e venne commissionato dal padre guardiano Giuseppe d'Ascoli nel 1745. L’altare ospitava alcune tele del XVII secolo, tra le quali quella centrale di Giovan Battista Spinelli raffigurante l'Incoronazione della Vergine, oggi esposto al Museo diocesano di Ortona.

Sopra il portale d'ingresso della chiesa è ospitato un organo costruito nel 1892 dal piemontese Carlo Vegezzi-Bossi, come testimoniato da una targa in metallo presente sul listello della tastiera.